# Марко Пало
Марко Пало (фін. Marko Palo; 26 вересня 1967, м. Ювяскюля, Фінляндія) — фінський хокеїст, лівий нападник. Член Зали слави фінського хокею (2005).
Вихованець хокейної школи  ГПК Гямеенлінна. Виступав за ГПК (Гямеенлінна), ГВ-71 (Єнчопінг), «Мальме Редгокс», «Кієкко-Еспоо», «Ессят» (Порі). 
У складі національної збірної Фінляндії учасник зимових Олімпійських ігор 1994, учасник чемпіонатів світу 1993, 1994 і 1995.
Бронзовий призер зимових Олімпійських ігор (1994). Чемпіон світу (1995), срібний призер (1994). Чемпіон Швеції (1995). Срібний призер чемпіонату Фінляндії (1993), бронзовий призер (1991, 1997, 1999, 2000).